# Església de Sant Bertomeu (Xàbia)
L'església de Sant Bertomeu és un temple catòlic situat al nord-est de la vila valenciana de Xàbia, al centre del primitiu recinte medieval i la part més alta. És un edifici religiós fortificat, els orígens del qual estan en la torre-absis del segle xiv. La resta del temple és del segle xvi, d'estil gòtic, però amb modificacions posteriors. La seua construcció fou dirigida per Domingo de Urteaga. L'any 1931 fou declarada Monument Artístic Nacional.

## Descripció

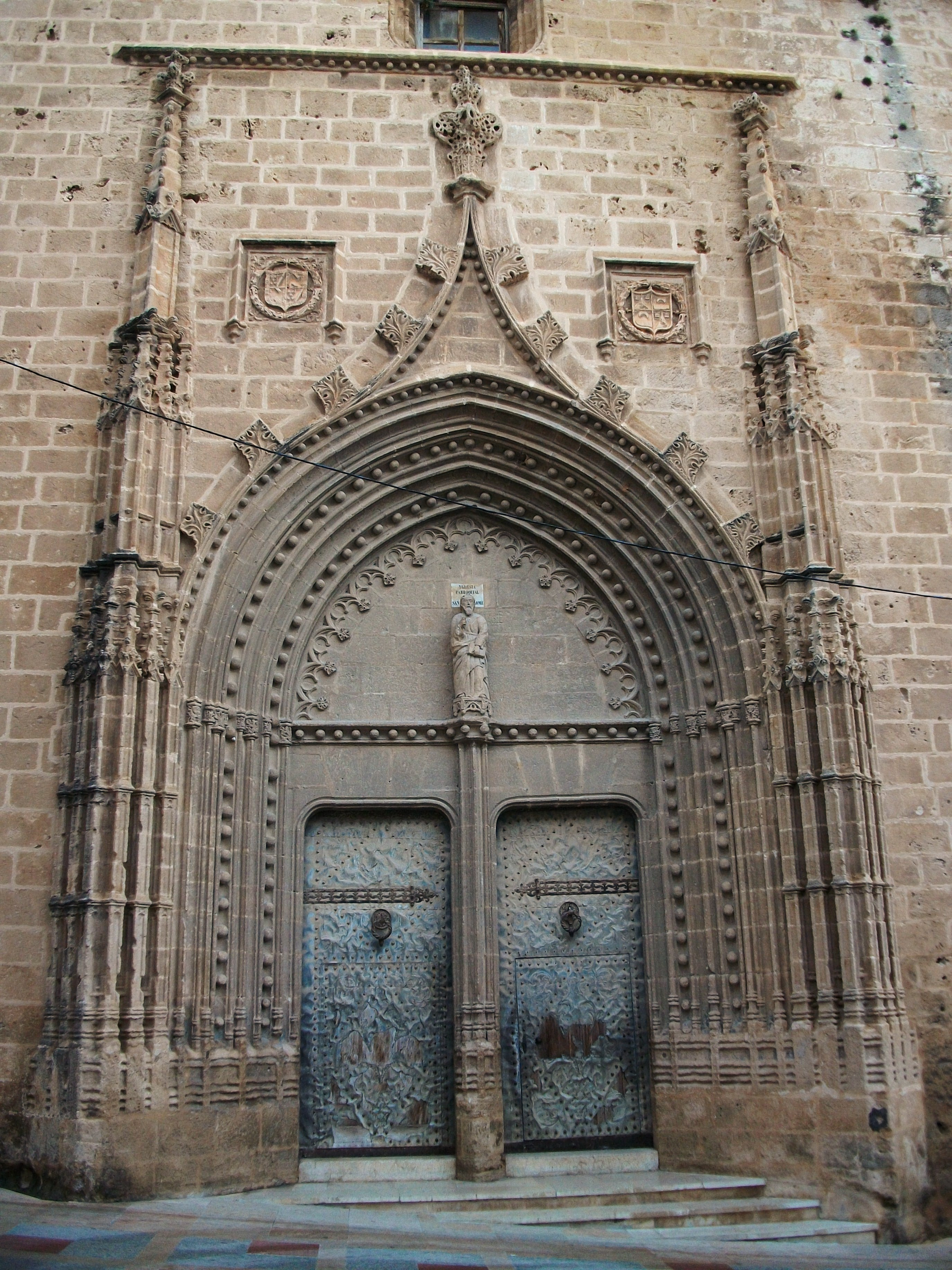
Portada de Sant Bertomeu.

La seua història arranca el segle xiv, moment en el qual va ser construït l'actual presbiteri, absis de la nau gòtica bastida en el segle xvi. Es conserva la traça original de l'església, dibuixada en els primers anys del segle xvi, ja que el 1513 ja s'hi estava treballant en l'església. El projecte deu atribuir-se al mestre Domingo de Urteaga. Els canvis sobre el projecte foren mínims: l'aparició d'una lligadura més a les voltes de creueria. És possible que es decidí la realització de l'obra en aquesta primera dècada de la centúria, moment en què els senyors de Xàbia negociaven amb el rei l'obtenció del patronat de les rectories de Dénia i Xàbia, amb l'oposició del clergat, i en el que els marquesos van obtindre forts ingressos el 1506 amb la venda de terres que posseïen a Sardenya.
És un edifici d'estil gòtic, amb una única nau central de tres trams i capelles entre els contraforts (característic del gòtic mediterrani) i una capçalera, que és la part més antiga, quadrada. Es cobreix l'església amb una volta de creueria estrellada. Sobre les capelles laterals, tres a cada banda, corre una galeria o trifori, amb arquets conopials oberts a la nau interior i grans finestrals a l'exterior. L'obra està bastida amb carreus de pedra tosca (arenisca d'origen dunar) que en molts casos conserven les marques de picapedrer.
Tret característic de l'edifici és la combinació de la funció defensiva i l'ús religiós, manifestant elements singulars com són els grans matacans situats sobre les portes, les espitlleres, o d'altres elements, ara desapareguts, com els merlets que coronarien la barana de la coberta de l'edifici.
Al costat nord, a la unió entre la nau i l'absis, es troba el campanar, que fou alçat definitivament el 1659 i que era utilitzat també com a torre de guaita per comunicar-se amb el sistema defensiu del litoral.
Té dues portades, la de Sant Bertomeu als peus de l'edifici, amb formes de l'últim gòtic, arcs conopials i pinacles flanquejant-la. La porta lateral està dedicada a sant Gil és semblant a l'anterior, amb una doble escalinata. Als seus costats nord i sud hi foren afegides diverses dependències: la sagristia vella al segle xvi, la sagristia Nova, al segle xviii i la capella de la Comunió, construïda a mitjans del segle xix.
La decoració interior i exterior és escassa per tractar-se d'un edifici amb caràcter militar i es concentra a les dues portalades, hi destaquen però els escuts heràldics dels senyors de Xàbia, Bernardo de Sandoval Roxas i Mendoza i la seua muller, Francisca Enríquez Luna, situats sobre les portes, a l'esquerra i dreta respectivament. Altres elements de decoració són les fulles de card i les boles (element característic del gòtic isabelí) i diverses gàrgoles. A l'exterior cinc canons procedents dels castells de la Fontana i de Sant Jordi recorden les incursions de pirates en aquestes terres.
Fins 1961 l'església de Sant Bertomeu va figurar en l'inventari de béns municipals de l'Ajuntament de Xàbia, com moltes altres esglésies municipals. No obstant això, a l'agost de 2009 l'arquebisbat de València la va inscriure al seu nom i propietat, invocant un article de la Llei Hipotecària franquista de 1946. L'Ajuntament va intentar frenar el seu registre sense èxit.
El 2017 es va detectar que la coberta presentava filtracions i deficiències. El 2020 la torre va ser restaurada, incorporant els merlets a la part superior que havien desaparegut.